# Тоунан
То́унан (фин. Tounaa) — посёлок в составе Хийтольского сельского поселения Лахденпохского района Республики Карелия.

## Общие сведения
Посёлок построен после Второй мировой войны. Название образовано, по-видимому, от ойконима Tounaa — так называлась деревня волости Хийтола, находившаяся примерно в 30 км в северной части острова Кильпола и заброшенная после эвакуации финского населения в 1944 году.
Через посёлок проходит дорога местного значения 86К-122 («Элисенваара — Тоунан»). Расстояние до города Лахденпохья — 66 км.
В посёлке до начала 2000-х годов действовал крупный племенной звероводческий совхоз «Тоунанский».

## Население
| 2002 | 2009 | 2010 | 2013 |
| ---- | ---- | ---- | ---- |
| 478  | ↗498 | ↘341 | ↘311 |

## Улицы
- ул. Гористая
- ул. Лесная
- ул. Мира
- ул. Победы
- ул. Промышленная